# Обыкновенная морская лисица

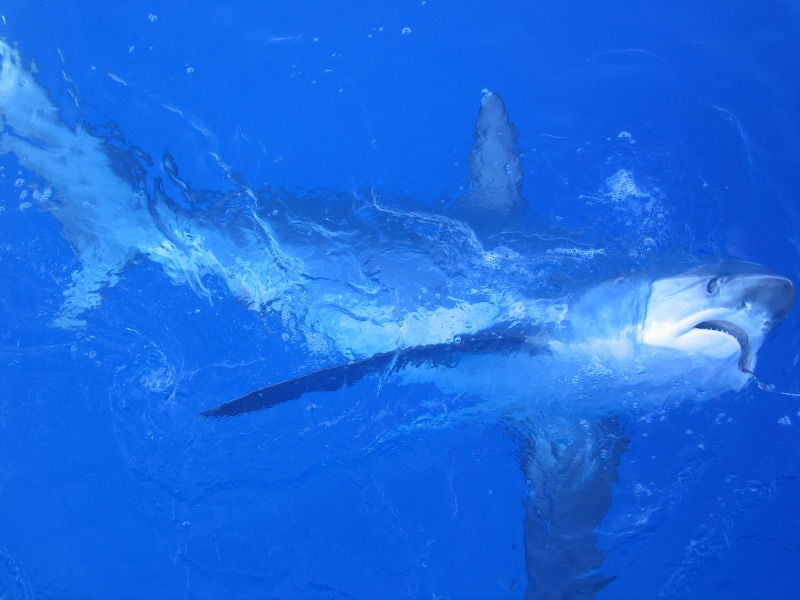
Лисья акула, попавшаяся на крючок

Обыкновенная морская лисица, или обыкновенная акула-лисица, или лисья акула, или морская лисица (лат. Alopias vulpinus) — самый крупный вид хрящевых рыб рода лисьих акул одноимённого семейства отряда ламнообразных. Достигает 7,6 м, причём половину этой длины составляет вытянутая верхняя лопасть хвостового плавника. У этих акул обтекаемое тело, короткое и заострённое рыло, глаза среднего размера. Внешне они схожи с пелагическими лисьими акулами, от которых отличаются большей шириной верхней лопасти хвостового плавника и наличием белого пятна над грудными плавниками, которое является продолжением основной белой окраски живота. Лисьи акулы обитают во всех умеренных и тропических водах, хотя предпочитают прохладную температуру. Они встречаются как в открытом океане на глубине до 550 м, так и вблизи берегов и держатся обычно в поверхностных слоях воды. Лисьи акулы совершают сезонные миграции и проводят лето на нижних широтах.
Рацион в основном состоит из стайных пелагических рыб. Лисьи акулы охотятся, используя свой длинный хвост как хлыст. Они сбивают, загоняют и оглушают им добычу, этим объясняется их англоязычное название англ. thresher shark, которое дословно переводится как «акула-молотилка». Это — мощные и быстрые хищники, способные полностью выпрыгивать из воды. Их кровеносная система модифицирована таким образом, чтобы сохранять метаболическую тепловую энергию и нагревать тело выше температуры окружающей воды. Размножение происходит путём бесплацентарного живорождения. В помёте до 4 новорождённых.
Несмотря на крупные размеры, считается, что лисьи акулы не представляют опасности для человека, поскольку они пугливы и у них мелкие зубы. Этот вид является объектом коммерческого промысла и спортивного рыболовства. Их мясо и плавники высоко ценятся. Низкий уровень репродуктивности делает обыкновенных морских лисиц очень чувствительными к перелову.

## Таксономия
Впервые вид был научно описан как Squalus vulpinus в 1788 году французским натуралистом Пьером Жозефом Боннатерре. В 1810 году Константин Рафинеск описал Alopias macrourus на основании особи, пойманной у берегов Сицилии. Поздние авторы признали существование отдельного рода лисьих акул и синонимировали Alopias macrourus и Squalus vulpinus. Таким образом, научным названием лисьей акулы стало Alopias vulpinus.
Родовое и видовое названия происходят соответственно от слов греч. ἀλώπηξ и лат. vulpes, каждое из которых означает «лиса». В старых источниках данный вид иногда называют Alopias vulpes.

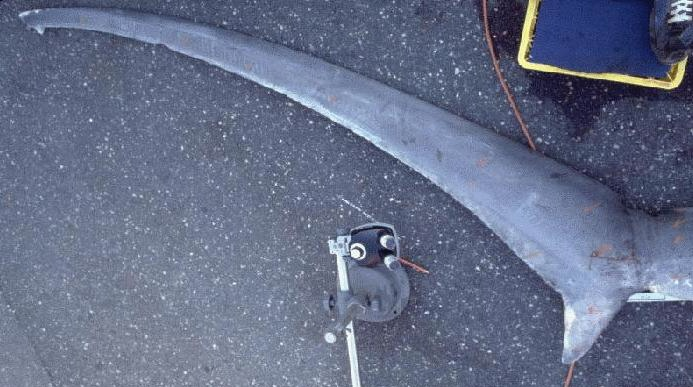
Хвост лисьей акулы

Морфологический и аллозимный анализ выявил, что лисья акула является базальным членом клады, в которую также входят большеглазая и пелагическая лисьи акулы. Возможность существования четвёртого неописанного до сих пор вида, принадлежащего к роду лисьих акул и наиболее близкородственного Alopias vulpinus, была отвергнута после аллозимного анализа, проведённого в 1995 году.

## Ареал
Ареал обыкновенных морских лисиц охватывает умеренные и тропические воды по всему миру. В западной Атлантике они распространены от Ньюфаундленда до Мексиканского залива, хотя у берегов Новой Англии появляются редко, а также от Венесуэлы до Аргентины. В восточной части Атлантического океана они обитают от Северного моря и Британских островов до Ганы, включая Мадейру, Азоры и Средиземное море, а также от Анголы до ЮАР. В Индо-Тихоокеанской области лисьи акулы встречаются от Танзании до Индии, на Мальдивах, у берегов Японии, Кореи, юго-востока Китая, Суматры, восточного побережья Австралии и Новой Зеландии. Также они попадаются вокруг многочисленных островов Тихого океана, включая Новую Каледонию, острова Общества, Табуаэран и Гавайи. В восточной части Тихого океана они отмечены в прибрежных водах от Британской Колумбии до Чили, в том числе в Калифорнийском заливе.
Лисьи акулы совершают сезонные миграции, перемещаясь в высокие широты вслед за массами тёплой воды. В восточной части Тихого океана в конце лета и начале осени самцы совершают более длительные миграции по сравнению с самками, достигая острова Ванкувер. Молодые акулы предпочитают оставаться в природных питомниках. Вероятно, в восточной части Тихого океана и в западной части Индийского океана существуют отдельные популяции с различным жизненным циклом. Межокеанические миграции отсутствуют. В северо-западной части Индийского океана с января по май, когда на свет появляется потомство, наблюдается территориальная и вертикальная сегрегация по полу. Анализ митохондриальной ДНК выявил существенные региональные генетические вариации лисьих акул, обитающих в разных океанах. Этот факт подтверждает гипотезу относительно того, что акулы из разных мест обитания, несмотря на миграции, не скрещиваются между собой.
Несмотря на то, что лисьих акул иногда видят в прибрежной зоне, они в основном ведут пелагический образ жизни и предпочитают держаться в открытом море, опускаясь на глубину до 550 м. Молодых акул чаще можно встретить на мелководье недалеко от берега.

## Описание
Характерной чертой лисьих акул является сильно удлинённая верхняя лопасть хвостового плавника, длина которой может равняться длине тела. Обыкновенные морские лисицы — активные хищники; с помощью хвоста они способны оглушить жертву. У них крепкое тело в форме торпеды и короткая, широкая голова с коническим, заострённым рылом. Имеются 5 пар коротких жаберных щелей, причём последние две щели расположены над длинными и узкими грудными плавниками. Рот небольшой, изогнут в виде арки. Во рту имеются 32—53 верхних и 25—50 нижних зубных рядов. Зубы мелкие, без зазубрин. Глаза небольшие. Третье веко отсутствует.

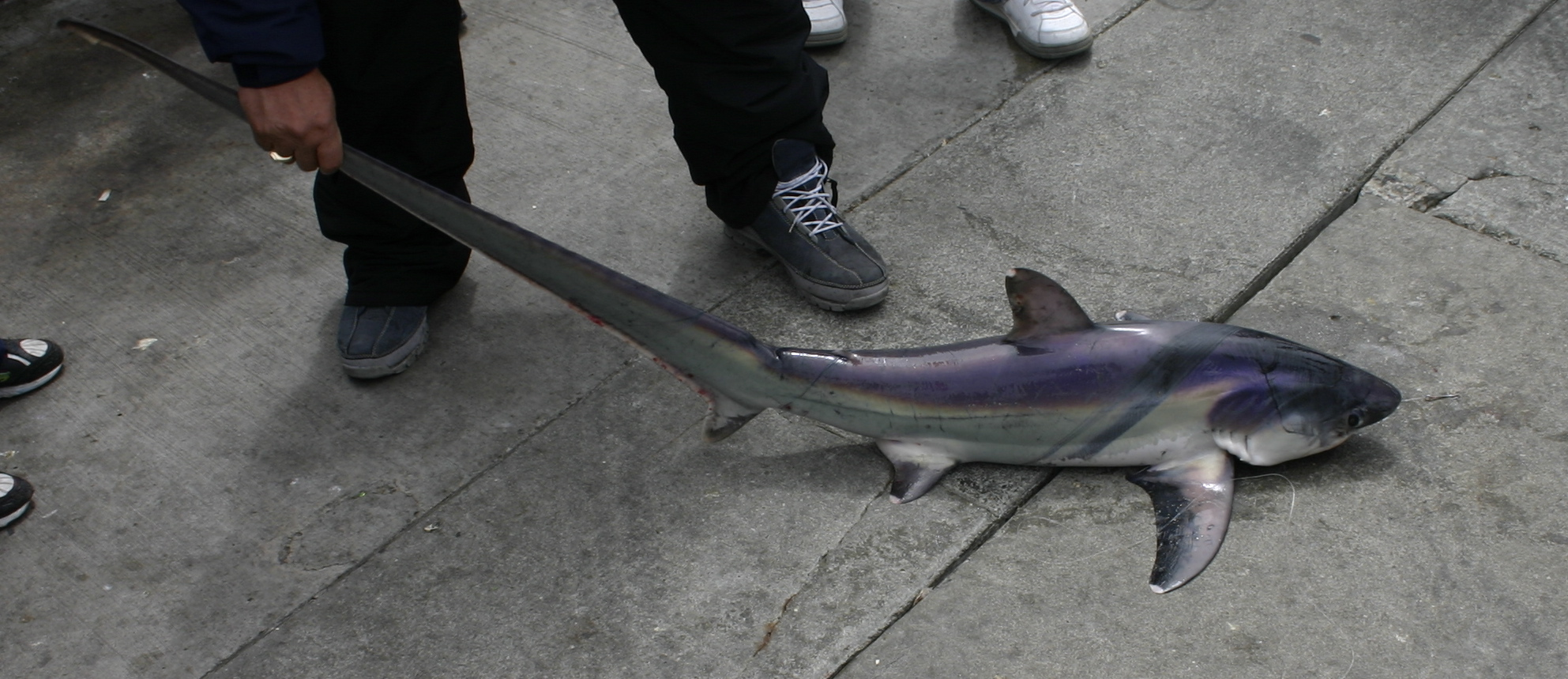
Обыкновенных морских лисиц можно отличить от прочих лисьих акул по характерной форме головы и окраске дорсальной поверхности грудных плавников

Длинные серповидные грудные плавники сужаются к узким заострённым кончикам. Первый спинной плавник довольно высокий и расположен ближе к основанию грудных плавников. Брюшные плавники приблизительно одного размера с первым спинным плавником, у самцов имеются тонкие, длинные птеригоподии. Второй спинной и анальный плавники крошечного размера. Перед хвостовым плавником имеется дорсальная и вентральная выемки в форме полумесяца. У края верхней лопасти расположена небольшая вентральная выемка. Нижняя лопасть короткая, но развитая.
Кожа лисьих акул покрыта маленькими, перекрывающими друг друга плакоидными чешуйками, каждая из которых несет на себе по 3 гребня. Задний край чешуек оканчивается 3—5 маргинальными зубцами. Окраска дорсальной поверхности тела от металлического лилово-коричневого до серого цвета, бока синеватые, брюхо белое. Белая окраска простирается до основания грудных и брюшных плавников — это отличает лисьих акул от схожих с ними пелагических лисьих акул, у которых пятна у основания плавников отсутствуют. Возможна белая окантовка кончиков грудных плавников.
Обыкновенные морские лисицы являются самым крупным представителем семейства, они достигают длины 7,6 м и массы 510 кг.

## Биология
Обыкновенные морские лисицы — отличные пловцы и активные хищники. Нередко они полностью выпрыгивают из воды.. У обыкновенных морских лисиц по бокам тела пролегает полоса аэробной мускулатуры, способной мощно сокращаться в течение продолжительного времени. Кроме того, система кровообращения у них модифицирована и позволяет удерживать метаболическую тепловую энергию. Существует механизм, действующий как противотоковый теплообменник. Подобное гомологичное строение, но в ещё в более развитой форме, наблюдается у сельдевых акул. Эта структура представляет собой полосу красной мускулатуры, расположенную вдоль каждого бока, которая тесно связана с кровеносными сосудами (rete mirabile). От этой мышечной полосы через сосуды вглубь тела акулы передаётся метаболическое тепло, что позволяет поддерживать и регулировать температуру организма. Внутренняя температура тела обыкновенных морских лисиц в среднем на 2 °C выше температуры окружающей морской воды, хотя возможны индивидуальные различия. В отличие от большеглазых и пелагических акул у Alopias vulpinus отсутствует глазничная rete mirabile, которая защищает от температурных колебаний глаза и мозг.

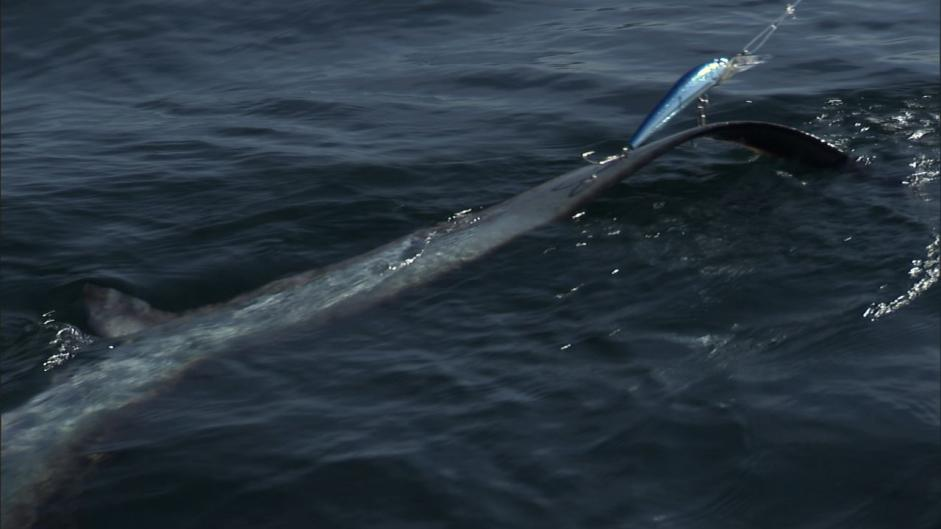
Лисья акула, которая зацепилась за крюк хвостом

Молодые обыкновенные морские лисицы могут стать жертвой крупных акул. Взрослые акулы не имеют врагов в естественной природе, за исключением косаток у берегов Новой Зеландии. На обыкновенных морских лисицах паразитируют простейшие Giardia intestinalis, трематоды Campula oblonga и Paronatrema vaginicola, ленточные черви Acanthobothrium coronatum, Anthobothrium laciniatum, Crossobothrium angustum,, Hepatoxylon trichiuri, Molicola uncinatus,, Paraorygmatobothrium exiguum, P. filiforme и Sphyriocephalus tergetinu, а также веслоногие ракообразные Dinemoura discrepans, Echthrogaleus denticulatus, Gangliopus pyriformis, Kroeyerina benzorum, Nemesis aggregatus, N. robusta, N. tiburo, Nesippus orientalis и Pandarus smithii.

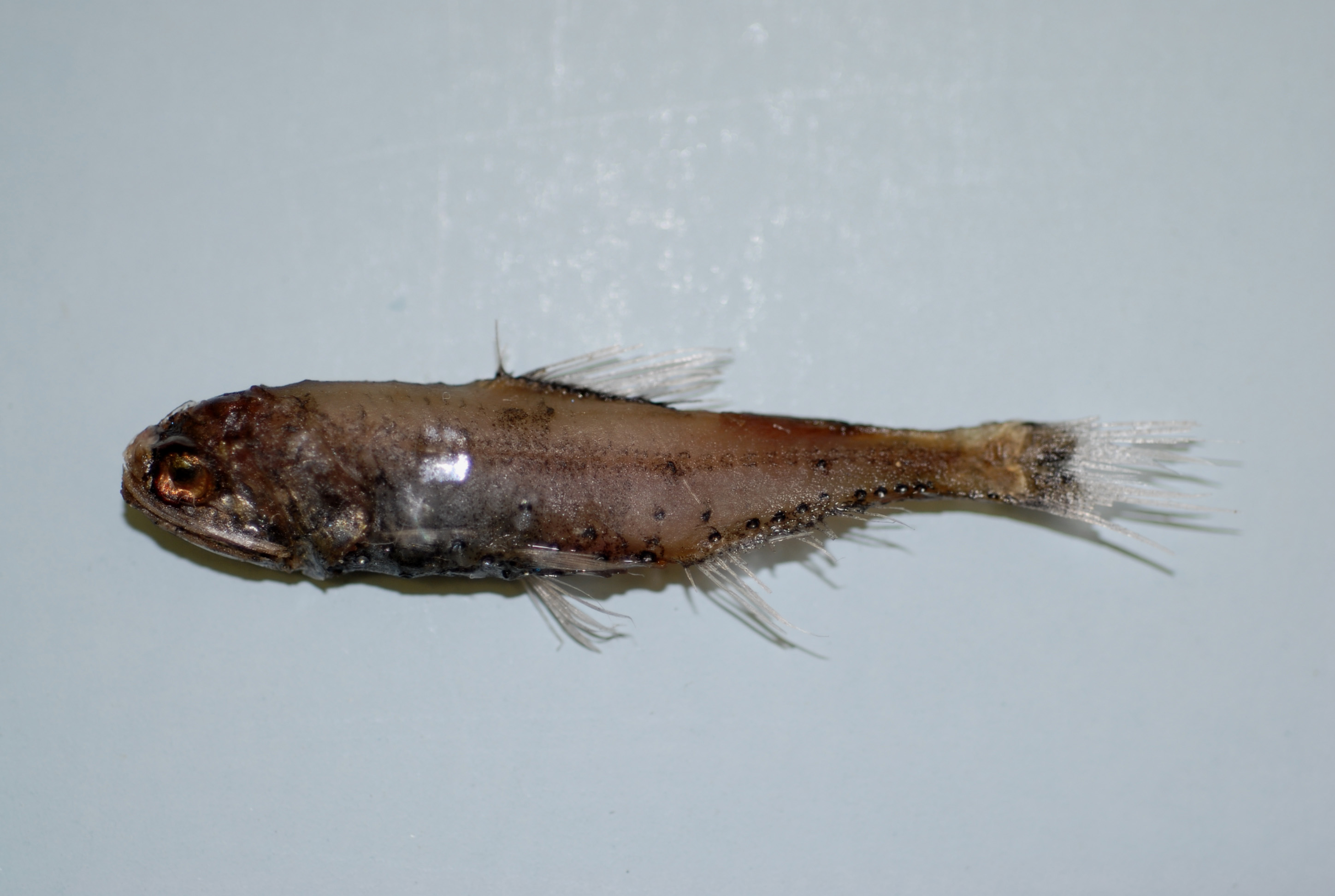
Лисьи акулы питаются стайными рыбами, такими как светящийся анчоус

### Питание
На 97 % рацион обыкновенных морских лисиц состоит из костистых рыб, в основном небольших и стайных, таких как луфарь, скумбрии, сельди, сарганы и светящиеся анчоусы. Перед тем как атаковать, акулы кружат вокруг косяка и уплотняют его ударами хвоста. Иногда они охотятся парами или небольшими группами. Кроме того, их добычей могут стать крупные одиночные рыбы, например, пилозубы, а также кальмары и прочие пелагические беспозвоночные. У берегов Калифорнии они охотятся в основном на калифорнийского анчоуса Engraulis mordax, орегонскую мерлузу Merluccius productus, перуанскую сардину, японскую скумбрию, кальмара Loligo opalescens и краба Pleuroncodes planipes. В период холодного океанографического режима состав их рациона беднее, тогда как в периоды потепления спектр питания расширяется.
Есть многочисленные сообщения о том, как лисьи акулы верхней лопастью хвостового плавника глушат добычу. Зафиксированы неоднократные случаи, когда они совершая удар зацеплялись хвостом за ярус. В июле 1914 года Рассел Дж. Коулз стал свидетелем того, как обыкновенная морская лисица щелчком хвоста отправляла добычу в пасть, а если она промахивалась, рыба отлетала на значительное расстояние. 14 апреля 1923 года океанограф У. Е. Аллен, стоя на пирсе Океанографического Института Скрипса, услышал неподалёку громкий всплеск и увидел в 100 метрах завихрение воды, которое мог произвести нырнувший морской лев. Спустя мгновение над поверхностью воды поднялся метровый плоский хвост. Далее учёный наблюдал за тем, как лисья акулы преследовала калифорнийскую атерину Atherinopsis californiensis. Настигнув добычу, она хлестнула её хвостом, словно кучерским кнутом, и сильно поранила её. Зимой 1865 года ирландский ихтиолог Гарри Блейк-Нокс наблюдал за тем, как в Дублинском заливе обыкновенная морская лисица хлестнула хвостом раненую гагару (возможно, это была черноклювая гагара), которую затем проглотила. Впоследствии достоверность отчёта Блейка-Нокса подвергалась сомнению на основании того, что хвост лисьей акулы недостаточно жёсткий или мускулистый, чтобы нанести такой удар.

### Жизненный цикл

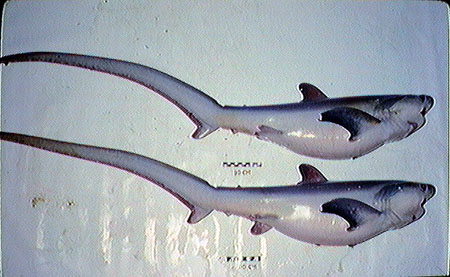
Детёныши лисьей акулы

Лисьи акулы размножаются яйцеживорождением. Спаривание происходит летом, обычно в июле и августе, а роды протекают с марта по июнь. Беременность длится 9 месяцев. Оплодотворение и развитие эмбрионов происходит внутриутробно. После опустошения желточного мешка эмбрион начинает питаться неоплодотворёнными яйцами (внутриутробная оофагия). Зубы эмбрионов имеют форму колышков и не функциональны, поскольку покрыты мягкой тканью. По мере развития они становятся всё более похожи по форме на зубы взрослых акул и «прорезываются» незадолго до рождения. В восточной части Тихого океана численность помёта колеблется от 2 до 4 (редко 6) новорождённых, а в восточной части Атлантики — от 3 до 7.
Длина новорожденных составляет 114—160 см и напрямую зависит от размера матери. Молодые акулы прибавляют в год по 50 см, тогда как взрослые вырастают только на 10 см. Возраст достижения половой зрелости зависит от места обитания. В северо-восточной части Тихого океана самцы созревают при длине 3,3 м, что соответствует возрасту 5 лет, а самки при длине 2,6—4,5, что соответствует возрасту 7 лет. Продолжительность жизни не менее 15 лет, а максимальный срок — около 45—50 лет.

## Взаимодействие с человеком
Несмотря на крупные размеры считается, что обыкновенные морские лисицы не представляют опасности. Они пугливы и моментально уплывают при появлении человека. Дайверы свидетельствуют о том, что к ним трудно приблизиться. В International Shark Attack File зарегистрировано одно спровоцированное нападение лисьей акулы на человека и 4 атаки на лодки, совершённые, вероятно, пойманными на крючок акулами. Есть неподтверждённые данные о нападении на гарпунёра у берегов Новой Зеландии.

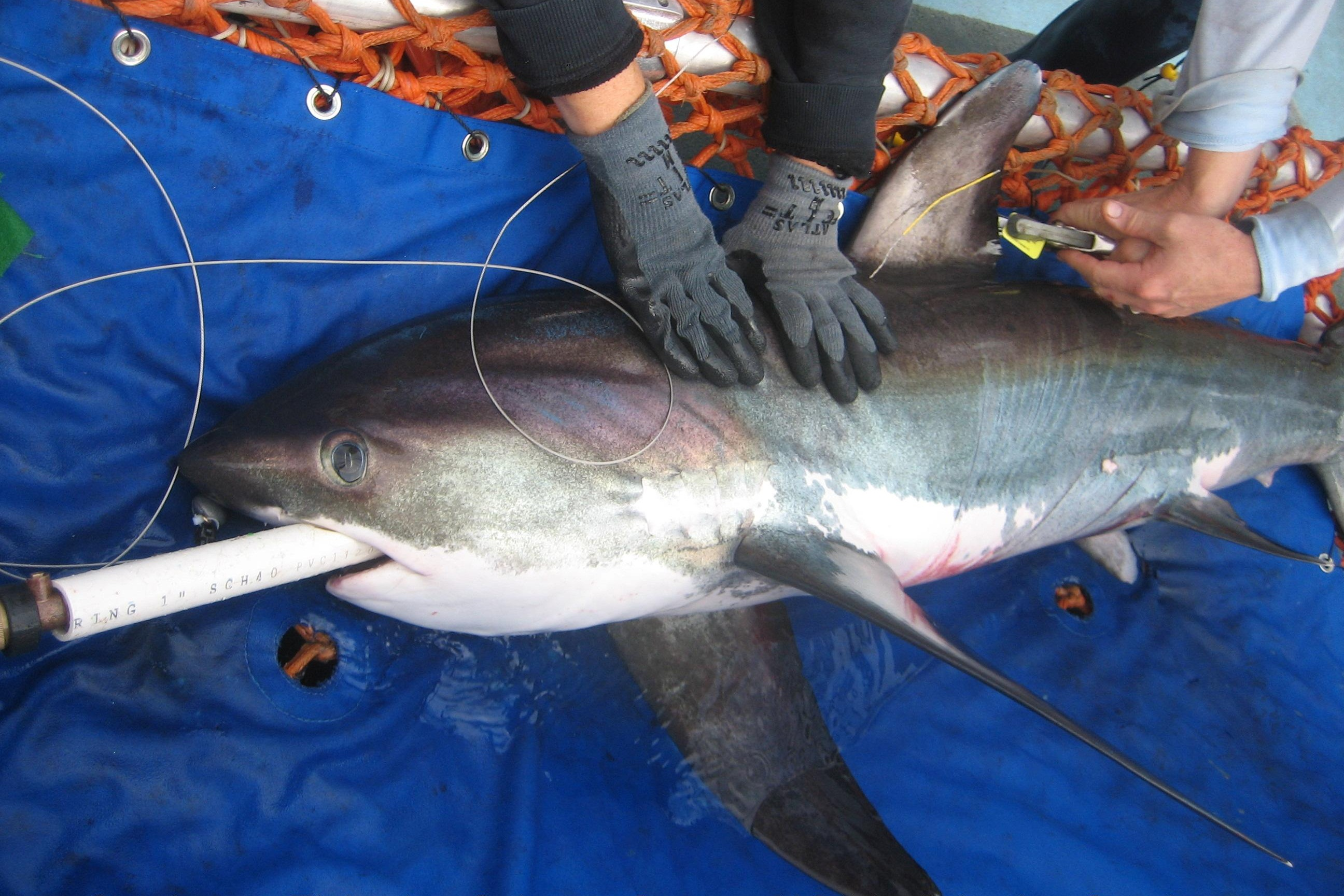
Исследователи из Национального управления океанических и атмосферных исследований помечают обыкновенных морских лисиц, чтобы разработать эффективные меры по их сохранению

Известный спортсмен-рыболов Фрэнк Мандас в своей книге «Sportsfishing for Sharks» пересказал старую историю. Один злополучный рыбак перегнулся через борт лодки, чтобы посмотреть на крупную рыбу, попавшуюся ему на крючок. В тот же миг он был обезглавлен ударом хвоста пятиметровой лисьей акулы. Тело рыбака опрокинулось в лодку, а голова упала в воду и найти её не удалось. Большинство авторов считают этот рассказ недостоверным.
Обыкновенные морские лисицы являются объектом коммерческого промысла в Японии, Испании, США, Бразилии, Уругвае, Мексике и на Тайване. Их добывают ярусами, пелагическими и жаберными сетями. Мясо, особенно плавники, высоко ценится. Его употребляют в свежем, сушёном, солёном и копчёном виде. Шкуру выделывают, из жира печени производят витамины.
В США коммерческий лов лисьих акул с помощью плавучих жаберных сетей на побережье Южной Каролины развивался с 1977 года. Промысел начинали 10 судов, которые использовали сети с крупной ячеёй. За 2 года флот насчитывал уже 40 кораблей. Пик пришёлся на 1982 год, когда 228 судов добыли 1091 тонну лисьих акул. После этого их численность из-за перелова резко сократилась, и в конце 80-х добыча снизилась до 300 тонн, крупные особи перестали попадаться. В США до сих пор ловят лисьих акул, причём 80 % улова добывают в Тихом океане, а 15 % в Атлантике. Больше всего лисьих акул по-прежнему ловят с помощью жаберных сетей у берегов Калифорнии и Орегона, хотя основным объектом промысла там является более ценная меч-рыба Xiphius gladius, а лисьи акулы попадаются в качестве прилова. Небольшое количество этих акул добывают в Тихом океане с помощью гарпунов, мелкоячеистых дрифтерных сетей и ярусов. В Атлантике лисьи акулы чаще попадаются в качестве прилова при добыче меч-рыбы и тунца.
Из-за низкой плодовитости представители рода лисьих акул очень сильно подвержены перелову. За период с 1986 по 2000 год, согласно анализу пелагического ярусного улова, в северо-западной Атлантике численность обыкновенной морской лисицы и большеглазой лисьей акулы снизилась на 80 %.
Лисьи акулы ценятся спортсменами-рыболовами наравне с акулами мако. Их ловят на удочку с мультипликаторной катушкой. В качестве приманки используют наживку.
C 1990-х годов в США действует ограничение на добычу лисьих акул. Законодательно запрещено отрезать у живых акул плавники, выбрасывая тушу за борт. В Средиземном море действует запрет на использование дрифтерных сетей, но браконьеры нелегально используют такие сети длиной до 1,6 км при промысле меч-рыбы. Международный союз охраны природы присвоил этому виду статус «Уязвимый».